# France 24
France 24  (France vingt-quatre) es un canal gubernamental de televisión por suscripción informativo internacional de origen francés creado el 30 de noviembre de 2005. Desde 2008 pertenece a la sociedad nacional France Médias Monde, que es quien supervisa el sector audiovisual exterior francés. Actualmente cuenta con cuatro versiones idiomáticas diferentes, en francés, inglés, árabe y español.

## Historia
France 24 emitió por primera vez el miércoles 6 de diciembre de 2006, inicialmente solo se encontraba disponible en línea en streaming, el día siguiente al inicio de emisiones comenzó la cobertura por satélite, cubriendo Francia y el resto de Europa, Oriente Medio, África y los Estados Unidos (específicamente en el Estado de Nueva York y el distrito de Columbia tanto en inglés como en francés).
La cadena es financiada principalmente por el estado francés, con un presupuesto anual de 80 millones de euros fue creada con el objetivo de brindar a la audiencia no francófona la visión del mundo según el estado galo, y así competir con otras cadenas de noticias como CNN International, RT, BBC World News y Euronews.
En octubre de 2009, France 24 incorporó a su página web, france24.com, un archivo de vídeo completo además de un servicio de vídeo bajo demanda con la capacidad de reproducir las últimas 24 horas de programación en cualquier momento. El 1 de marzo de 2010, France 24 comenzó su emisión en streaming con transcripción automática de forma experimental.
Inició sus emisiones por señal abierta en Argentina, a través de la TDA el 26 de septiembre de 2017
El 26 de septiembre de 2021, cumplir su cuarto aniversario, la señal France 24 en Español comenzó a emitir las 24 horas en dicha lengua

## Programación
Además de un telediario en directo cada 60 minutos, la programación de France 24 incluye información económica y deportiva, meteorológica, debates de sociedad, crónicas sobre el arte de vivir a la francesa, grandes reportajes, perfiles y un informativo cultural.
Otros programas destacados son:
| Nombre original           | Nombre en inglés       | Nombre en árabe   | Nombre en español     | Descripción |
| ------------------------- | ---------------------- | ----------------- | --------------------- | --- |
| Actuelles                 | The 51%                | هي الحدث          | Ellas hoy             | Conoce a las mujeres que están cambiando nuestro mundo. |
| #TECH24                   | #TECH24                | تكنـوفيلـيا#      | Revista digital       | Todas las noticias sobre tecnología. |
| Paris Direct              | Live from Paris        | مباشر باريس       | Escala en París       | Un segmento de noticias en vivo cuenta con los titulares cada 15 minutos, también de negocios, deportes, prensa, ... Los días laborables de 6 a 10, 13 a 15 y 18 a 24. |
| Billet retour             | Revisited              | عودة تـذكـرة      | Boleto de vuela       | La vida después de los titulares. |
| 7 Jours en France         | France in Focus        | 24 ساعة في فرنسا  |                       | Un ojo vigilante sobre Francia. |
| Une Semaine dans le monde | The World This Week    | أسبوع في العالم   |                       | Un reportaje semanal para las noticias del mundo. |
| Revue de presse           | In the Papers          | قراءة في الصحافة  |                       | Las mejores noticias de los periódicos. |
| Élément Terre             | Down to Earth          | على هذه الأرض     | Medio Ambiente        | Destacando las iniciativas favorables al desarrollo sostenible. |
| À L'Affiche !             | Encore!                | ثقافة             | Carrusel de las Artes | Comprender cómo los escritores y los artistas ven el mundo. |
| Le Journal de l'Afrique   | Eye on Africa          |                   | África 7 días         | Todas las últimas noticias africanas dos veces al día, con los corresponsales de France 24 en el set.                                                                  |
| Vous êtes ici             | You are Here           | أنتم هنا          | Esto es Francia       | Descubrimiento del patrimonio francés. |
| L'Invité de l'éco         | The Business Interview | ضيف الاقتصاد      |                       | Los negocios clave se ponen en el lugar cada semana. |
| Les Observateurs          | The Observers          | مراقبون           | Los observadores      | Vídeos y fotos enviados a París, Francia. |
| Cap Amériques             | Inside the Americas    |                   | Aquí América          | Eventos políticos y sociales en América. |
| Express Orient            | Middle East Matters    |                   |                       | Eventos políticos y sociales en Medio Oriente. |
| Face-à-face               | Face-Off               | وجها لوجه         |                       | Desarrollos en la política francesa con 2 corresponsales de París. |
|                           | 'La Semaine de l'éco   | الأسبوع الاقتصادي |                       | Un noticias económicas descifrado en vivo de la semana con VIPs meseta.                                                                                                |

Y estos son programas que emiten en solo un canal (solo en Inglés / francés / español /árabe):
Inglés
- People and Profit (Gente y Ganancia): Mira cómo las principales historias comerciales afectan nuestra vida ;
- Access Asia (Acceso a Asia): Análisis de acontecimientos políticos y sociales en Asia ;
- Across Africa (Por toda África): Análisis de acontecimientos políticos y sociales en África ;
- French Connections (Conexiones Francesas): Guía para comprender Francia.

Francés
- Demain à la Une (Mañana en primera plana): Cronistas de los tres canales de France 24 de navegar por la noticia de la semana ;
- Le Paris des arts (El París de las Artes): Pasear en París en compañía de un artista ;
- Le Duel de l'éco (El Duelo de la Economía): Dos economistas debaten las noticias económicas de la semana ;

Árabe
- حديث العواصم (La Capital Ciudad Debate): Debate en vivo sobre todas las cuestiones políticas clave en una capital árabe selecta ;
- صحة (Ciudad): Mirando los problemas de salud ;
- رياضة 24 (Sport 24) : El análisis de las noticias deportivas ocurre en Europa y el Magreb ;

Español
- Migrantes: una mirada humana a la migración masiva en el mundo y sus historias, con Julieth Riaño
- Revista Digital: una inmersión cotidiana en el universo de internet: redes sociales, medios nativos y tradicionales, blogs, videos, 'fake news' y todo lo que hace de la actualidad digital un mundo complejo y apasionante, con Andrés Meza Muñoz
- Una Semana en el Mundo: los editorialistas pasan revista a las noticias internacionales de la semana para poner en perspectiva los movimientos básicos de un mundo cada vez más complicado, con Rosa Pérez Masdeu

## Recepción
Actualmente France 24 emite en abierto por satélite para Europa, Medio Oriente y algunas partes de África a través de los satélites Astra y Eutelsat-Hotbird entre otros, y también mediante cableoperadores en los Estados Unidos. En el sitio web de la cadena se puede ver la emisión en directo mediante formato Flash. El sitio, además de contener información en francés e inglés cuenta con un espacio en lengua árabe. 
Desde el 24 de septiembre de 2014, la versión francesa está disponible en la tdt francesa en la zona de Paris.
El 3 de octubre de 2014, France 24 comenzó a emitir en directo por YouTube en sus tres versiones árabe, francesa e inglesa.
El 20 de julio de 2016, el canal se incorpora a la plataforma VEMOX para el público hispanohablante en los Estados Unidos.
El 25 de septiembre de 2017 a las 11:00 GMT, se lanzó France 24 Español con un inversión inicial de €7 millones.. Puede verse en directo a través de la plataforma de YouTube.

## Organización

### Dirigentes
Presidentes-directores generales
- PDG de France Médias Monde :
  - Alain de Pouzilhac : abril de 2008 - julio de 2012
  - Marie-Christine Saragosse : desde octubre de 2012

Directores de France 24
- Grégoire Deniau : diciembre de 2006 - septiembre de 2008}}[10]
- Vincent Giret : septiembre de 2008 - septiembre de 2010[11]
- Jean Lesieur : septiembre de 2010 - octubre de 2011[12]
- Anne-Marie Capomaccio y Nahida Nakad : febrero de 2012 - julio de 2012[13]
- Nahida Nakad : julio de 2012 - octubre de 2012[14]
- Marc Saikali : desde octubre de 2012[15]

### Financiación
En sus comienzos su capital era semipúblico, siendo sus accionistas en un 50% la cadena privada TF1 propiedad del grupo Grupo Bouygues y el otro 50% al ente público de televisión francesa France Télévisions. En 2008 TF1 vendió su 50% a la Société de l'audiovisuel extérieur de la France (hoy France Médias Monde).

### Ubicación
La ubicación de France 24 está situado a la 80 rue Camille Desmoulins en Issy-les-Moulineaux, en el departamento de Hauts-de-Seine. Desde 2008, también es donde se encuentra France Médias Monde.
Por otra parte, los estudios y redacción del canal de France 24 en español están ubicados en el barrio San Luis, de la ciudad de Bogotá, la capital de Colombia, desde donde emite su señal para toda América Latina, Francia, España, Estados Unidos, Filipinas y Guinea Ecuatorial.